# George Morland

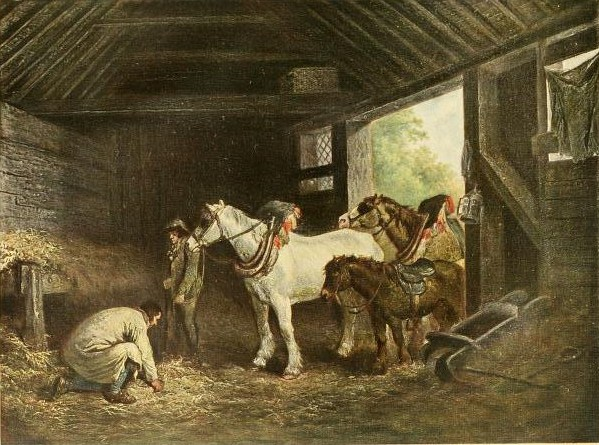
W stajni, (1791)

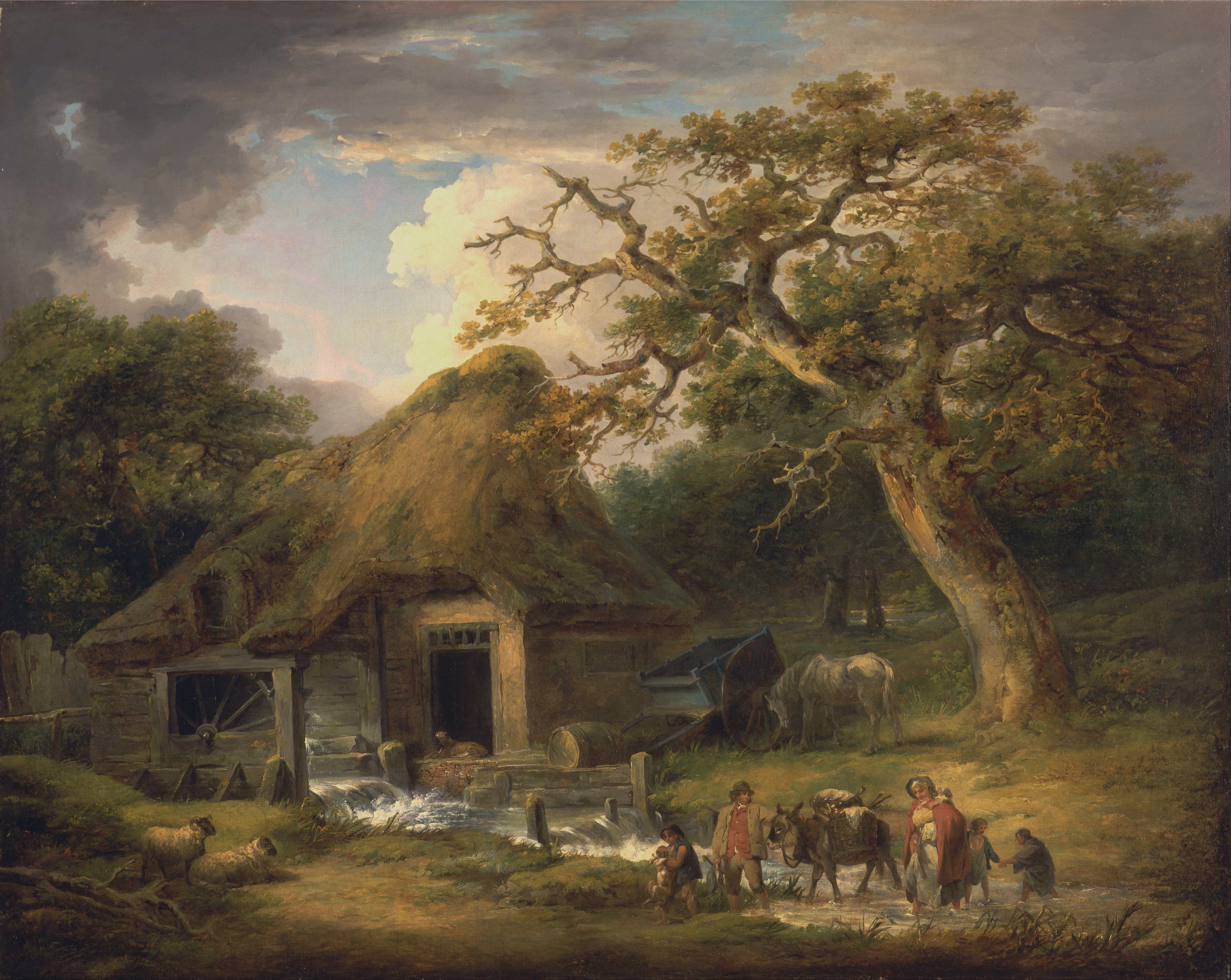
Stary młyn, (1790), Yale Center for British Art

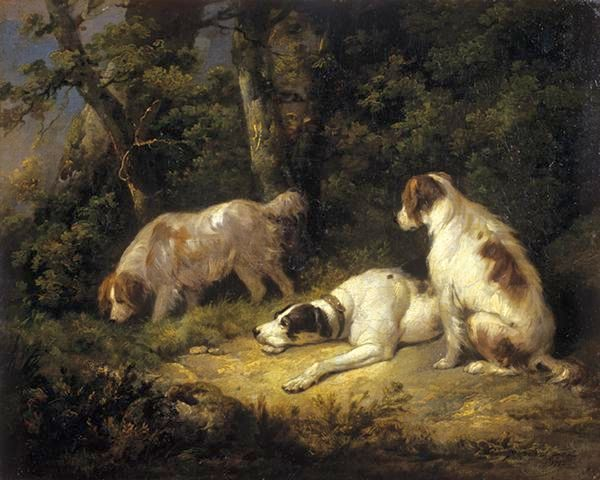
Psy, (1792), Zamek Królewski na Wawelu, Kraków

George Morland (ur. 26 czerwca 1763 w Londynie, zm. 29 października 1804 tamże) – angielski malarz wiejskich scen rodzajowych oraz zwierząt.

## Życie i twórczość
Urodził się w rodzinie o tradycjach artystycznych, jego dziadek George Henry Morland (zm. ok. 1789) oraz ojciec Henry Robert Morland (zm. 1797) byli malarzami. George wcześnie ujawnił swój talent, rysował od trzeciego roku życia, jego rysunki były prezentowane już w 1773 r. w Royal Academy of Arts. Swój pierwszy obraz olejny wystawił w Akademii mając zaledwie osiemnaście lat.
Morland do 1784 r. pracował z ojcem, m.in. kopiując płótna flamandzkich i holenderskich mistrzów z XVII wieku. Później, po uwolnieniu się spod kurateli rodzica artysta związał się z handlarzem obrazów dla którego pracował. W tym czasie ujawnił się jego trudny charakter i skłonności do hulaszczego trybu życia oraz alkoholu. W 1785 roku artysta odbył podróż do Francji i poślubił w następnym roku Anne Ward, siostrę rytownika Williama Warda. Lata 1787–1794 były najbardziej owocne w jego karierze, w tym czasie poświęcił się wyłącznie malowaniu wyidealizowanych scen wiejskich, dzieci oraz zwierząt. Były to najczęściej sceny z życia wieśniaków osadzone zwykle w gospodach i stajniach. Poziom prac artysty był bardzo nierówny, do czego przyczynił się prawdopodobnie tryb życia malarza. Nadużywający alkoholu, prowadzący życie ponad stan Morland, był stale ścigany przez wierzycieli i komorników. Ukrywał się przed nimi zmieniając miejsca zamieszkania, m.in. na wyspie Wight, gdzie powstały jego pejzaże morskie. Z długów starał się wyjść sprzedając obrazy, które tworzył w wielkich ilościach i sprzedawał za bezcen. W 1799 George Morland został ujęty i osadzony w więzieniu za długi. Wówczas podjął desperacką próbę spłacenia zobowiązań malując kolejne obrazy, których w latach 1800–1804 miał wykonać kilkaset. Pobyt w więzieniu nie oznaczał dla niego uwolnienia się od choroby alkoholowej, tylko ją pogłębił. W 1802 roku artysta został zwolniony, ale 19 października 1804 roku ponownie go aresztowano. Wkrótce zmarł, cierpiał na częściowy paraliż i zapalenie opon mózgowych. Według części źródeł popełnił samobójstwo. Jego żona zmarła trzy dni później.
Obrazy George’a Morlanda były popularne na przełomie XVIII i XIX w., naśladowano je, a nawet fałszowano. Przyczynił się do tego jego szwagier William Ward, który na podstawie prac malarza tworzył i rozpowszechniał liczne mezzotinty. Morland obok takich twórców jak Francis Wheatley i Julius Caesar Ibbetson przyczynił się do wprowadzenia scen rustykalnych do repertuaru malarstwa angielskiego.
Większość prac artysty znajduje się w zbiorach brytyjskich i amerykańskich, m.in. w National Gallery of Art i Tate Britain.